# Рётке, Гейнц
Гейнц Рётке (нем. Heinz Röthke; 19 января 1912, Ангермюнде, Германская империя — 14 июля 1966, Вольфсбург, ФРГ) — оберштурмфюрер СС, один из руководителей депортации евреев из оккупированной Франции с 1940 по 1944 год.

## Биография
Гейнц Рётке родился 19 января 1912 года. 1 декабря 1932 года вступил в НСДАП (билет № 1397694). Изучал юриспруденцию в университете Берлина. Затем служил чиновником в правительственном совете в Мюнхене. После оккупации Франции был военным советником в Бресте. С весны 1942 года был заместителем Теодора Даннекера, руководителя так называемого еврейского реферата гестапо во Франции, а в июле 1943 года сменил его на данном посту. Активно способствовал депортации евреев в лагеря смерти. Сохранилась телеграмма, которую Рётке 5 ноября 1942 года отправил в Главное управление имперской безопасности: 
5 ноября 1942 года в Париже было арестовано 11 000 евреев, имевших греческое гражданство. В результате чего четвёртый транспорт необходимо  отправить в среду 11 ноября 1942 года в Освенцим.

### После войны
После окончания войны Рётке проживал в Вольфсбурге и работал юрисконсультом. Он был заочно приговорён к смертной казни во Франции. С октября 1961 года он получал ежемесячную пенсию. Умер в июле 1966 года своей смертью.